# Lars von Haartman

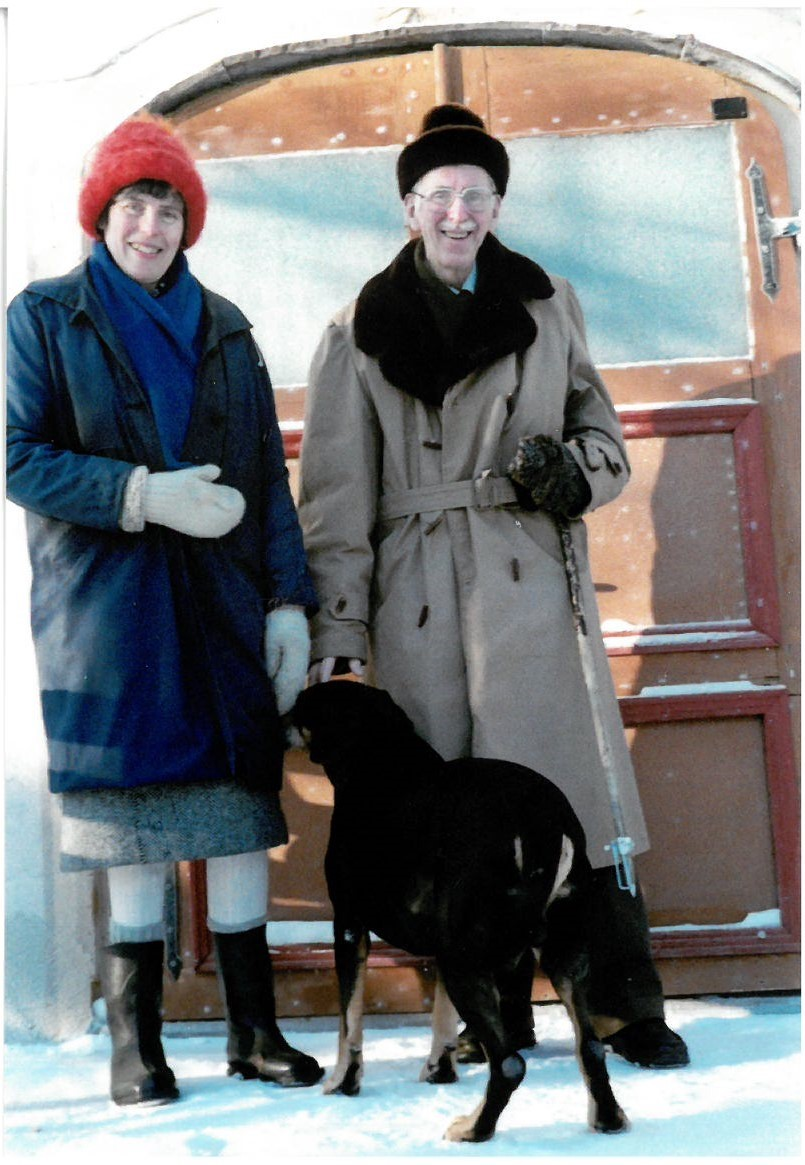
Lars och Brita von Haartman år 1987.

Lars Arvid Axel von Haartman, född 24 mars 1919 i Villnäs, död 28 oktober 1998 i Helsingfors, var en finländsk ornitolog, poet och friherre.
von Haartman blev filosofie doktor 1953. Han utnämndes till docent vid Helsingfors universitets zoologiska institution 1947, och innehade en personlig professur 1968–1982. Som världskänd ornitolog var han verksam inom en rad organisationer, bland annat International Ornithologists' Union 1954–1982, som han var generalsekreterare för under åren 1958–1962. Till hans främsta vetenskapliga verk, översatt till en mängd språk, hör den tredelade monografin över den svartvita flugsnapparen (1949–1954).
von Haartman kallades till ledamot av Finska Vetenskaps-Societeten år 1951. Han var ordförande för Ornitologiska föreningen i Finland 1963–1969 samt chefredaktör för föreningens tidskrift Ornis Fennica 1972–1976. Han utsågs till korresponderande ledamot av American Ornithologists' Union 1954 och till dess hedersledamot 1963. År 1970 utsågs han till hedersledamot av Tyska ornitologiska sällskapet.
Även som lyriker i samlingarna Reseskildring (1960), Svarta segel (1969), Vinterljus (1977) och In memoriam (1990) tog von Haartman avstamp i naturupplevelsen, ofta med ett exakt bildspråk som anknöt till fåglarnas värld. Han skrev konstkritik i Hufvudstadsbladet och Nya Argus och odlade sina bibliofila intressen inom Sällskapet bokvännerna i Finland, vars ordförande han var 1970–1980.